# Рордорф (Шварцвальд)
Рордорф (нем. Rohrdorf) — община в Германии, в земле Баден-Вюртемберг.
Подчиняется административному округу Карлсруэ. Входит в состав района Кальв. Население составляет 1909 человек (на 31 декабря 2010 года). Занимает площадь 3,93 км².